# Smouha Sporting Club 2011-2012
Questa voce raccoglie le informazioni riguardanti il Smouha Sporting Club nelle competizioni ufficiali della stagione 2011-2012.

## Rosa
| N. |                      | Ruolo | Calciatore           |
| -- | -------------------- | ----- | -------------------- |
| 1  | Egitto (bandiera)    | P     | Mohamed El Arabi     |
| 2  | Egitto (bandiera)    | D     | Sherif Nawareg       |
| 3  | Egitto (bandiera)    | C     | Tarek Hamed          |
| 6  | Egitto (bandiera)    | D     | Saad Mohsen          |
| 10 | Egitto (bandiera)    | A     | Hany El Egeizy       |
| 14 | Egitto (bandiera)    | C     | Amr Fathi            |
| 18 | Egitto (bandiera)    | C     | Ahmed Heshmat        |
| 19 | Egitto (bandiera)    | A     | Hamada Yehia         |
| 21 | Palestina (bandiera) | P     | Ramzi Saleh          |
| 22 | Egitto (bandiera)    | C     | Ibrahim Abdel-Khalik |
| 24 | Egitto (bandiera)    | D     | Ramy Adel            |
| 26 | Ghana (bandiera)     | A     | Samuel Affum         |
| 27 | Egitto (bandiera)    | D     | Mohamed Belal        |

| N. |                   | Ruolo | Calciatore         |
| -- | ----------------- | ----- | ------------------ |
| 32 | Egitto (bandiera) | C     | Hesham Fathallah   |
| 34 | Egitto (bandiera) | C     | Ahmed Hamoudi      |
| 35 | Egitto (bandiera) | A     | Mohamed Nasr       |
|    | Egitto (bandiera) | P     | Amir Abdelhamid    |
|    | Egitto (bandiera) | D     | Ahmed Abdelsatar   |
|    | Egitto (bandiera) | D     | Ahmed Adel         |
|    | Mali (bandiera)   | D     | Issiaka Eliassou   |
|    | Egitto (bandiera) | D     | Mahmoud Shaker     |
|    | Egitto (bandiera) | C     | Mahmoud Abdelhakim |
|    | Egitto (bandiera) | C     | Ayman Said         |
|    | Egitto (bandiera) | C     | Abdelaziz Tawfik   |
|    | Egitto (bandiera) | C     | Ihab El-Masry      |
|    | Egitto (bandiera) | A     | Mohamed Fadl       |